# Ťiang Tchien-jung
Ťiang Tchien-jung (čínsky znaky zjednodušené 江天勇, * 19. května 1971, Luo-šan, Che-nan) je právník zabývající se lidskými právy v Čínské lidové republice. Žije v Pekingu a je významnou osobností hnutí Wej-čchüan (obránců práv), obhajuje Tibeťany, stoupence Fa-lun-kungu, oběti HIV a další zranitelné skupiny. Ťiangova obhajoba lidských práv vyvolala hněv čínských úřadů; jeho žádosti o obnovení právnické licence byly zamítnuty a několikrát byl zadržen.

## Advokacie
Ťiang se narodil v Luo-šanu v provincii Che-nan, kde v letech 1995–2004 působil jako učitel. V roce 2004 opustil práci učitele, přestěhoval se do Pekingu a stal se právníkem v oblasti lidských práv. V roce 2005 složil advokátní zkoušky a stal se partnerem v pekingské advokátní kanceláři Global Lawfirm spolu s několika dalšími významnými právníky v oblasti lidských práv. Ujal se řady politicky citlivých případů, včetně případů petentů a náboženských a etnických menšin. V roce 2008 nabídl právní služby Tibeťanům, kteří čelili obviněním po tibetských nepokojích v roce 2008, a spolu s právníkem Li Fang-pchingem se podílel na vysoce prestižní obhajobě tibetského duchovního. Téhož roku se začal zastávat stoupenců Fa-lun-kungu. Ťiang se také zastával občanů, kteří byli nakaženi virem HIV v důsledku kontaminované a infikované krevní transfuze nebo dárcovstvím krve, a podílel se na zastupování obětí případu „černé cihelny“ v Šan-si, kde byly tisíce Číňanů (včetně dětí) nuceny pracovat v ilegálních cihelnách a jejich provozovatelé je mučili.

## Zadržení
Ťiang byl několikrát zadržen čínskými bezpečnostními agenty v reakci na svou obhajobu lidských práv. V roce 2008 mu bylo oznámeno, že jeho licence k výkonu právnické praxe vypršela. V roce 2009 byl jedním z nejméně 17 právníků Wej-čchüan, jejichž žádost o obnovení právnické licence byla zamítnuta. Ve stejném roce byl Ťiang pod policejním dohledem a bylo mu znemožněno opustit svůj domov.
Dne 19. února 2011 byl jedním z několika právníků a disidentů zadržených v rámci rozsáhlého zásahu. Ťiang byl dva měsíce držen ve vazbě. V rozhovoru pro South China Morning Post uvedl, že byl ve vazbě bit a týrán. Během pobytu ve vazební věznici prý vyšetřovatelé Ťianga opakovaně kopali, bili pěstmi a nutili ho sedět bez hnutí až 15 hodin v kuse.
V listopadu 2017 byl Ťiang lidovým soudem v Čchang-ša odsouzen ke dvěma letům odnětí svobody a zbavení politických práv na tři roky. Byl obviněn z „podněcování k podvracení státní moci“. Soudce v rozsudku uvedl, že Ťiang byl ovlivněn „protičínskými silami“ a rozvíjel myšlenku „svrhnout stávající politický systém“. Pozorovatelé označili proces za falešný a nespravedlivý – Ťiang byl před zahájením procesu donucen k přiznání v televizi a nemohl si svobodně zvolit obhájce. Amnesty International odsoudila proces jako „pokrytecký“.
V roce 2019 byl propuštěn a údajně žije se svou rodinou ve střední Číně pod přísným dohledem čínských úřadů.
V květnu 2021 Rádio Svobodná Asie informovalo, že Ťiang zůstává v domácím vězení.